# Rezolucija Vijeća sigurnosti UN-a 1340
Rezolucijom Vijeća sigurnosti Ujedinjenih naroda 1340, jednoglasno usvojenom 8. veljače 2001., nakon pozivanja na rezolucije 808 (1993.), 827 (1993.), 1166 (1998.) i 1329 (2000.), Vijeće je Općoj skupštini proslijedilo popis kandidata za stalne suce Međunarodnog kaznenog suda za bivšu Jugoslaviju (MKSJ) na razmatranje. 
Popis kandidata koje je predložio glavni tajnik Kofi Annan bio je sljedeći:
- Carmel A. Agius (Malta)
- Richard Banda (Malavi)
- Mohamed Amin El Abbassi Elmahdi (Egipat)
- David Hunt (Australija)
- Claude Jorda (Francuska)
- O-Gon Kwon (Južna Koreja)
- Liu Daqun (Kina)
- Abderraouf Mahbouli (Tunis)
- Richard May (Ujedinjeno Kraljevstvo)
- Theodor Meron (Sjedinjene Države)
- Florence Ndepele Mwachande Mumba (Zambija)
- Rafael Nieto Navia (Kolumbija)
- Leopold Ntahompagaze (Burundi)
- Alphonsus Martinus Maria Orie (Nizozemska)
- Fausto Pocar (Italija)
- Jonah Rahetlah (Madagaskar)
- Patrick Lipton Robinson (Jamajka)
- Almiro Simões Rodrigues (Portugal)
- Miriam Defensor Santiago (Filipini)
- Wolfgang Schomburg (Njemačka)
- Mohamed Shahabuddeen (Gvajana)
- Demetrakis Stylianides (Cipar)
- Krister Thelin (Švedska)
- Volodymyr Vassylenko (Ukrajina)
- Karam Chand Vohrah (Malezija)

## Vanjske poveznice
| Wikizvor | Engleski Wikizvor ima izvorni tekst na temu: United Nations Security Council Resolution 1340 |

- Text of the Resolution at undocs.org